# خط فقر

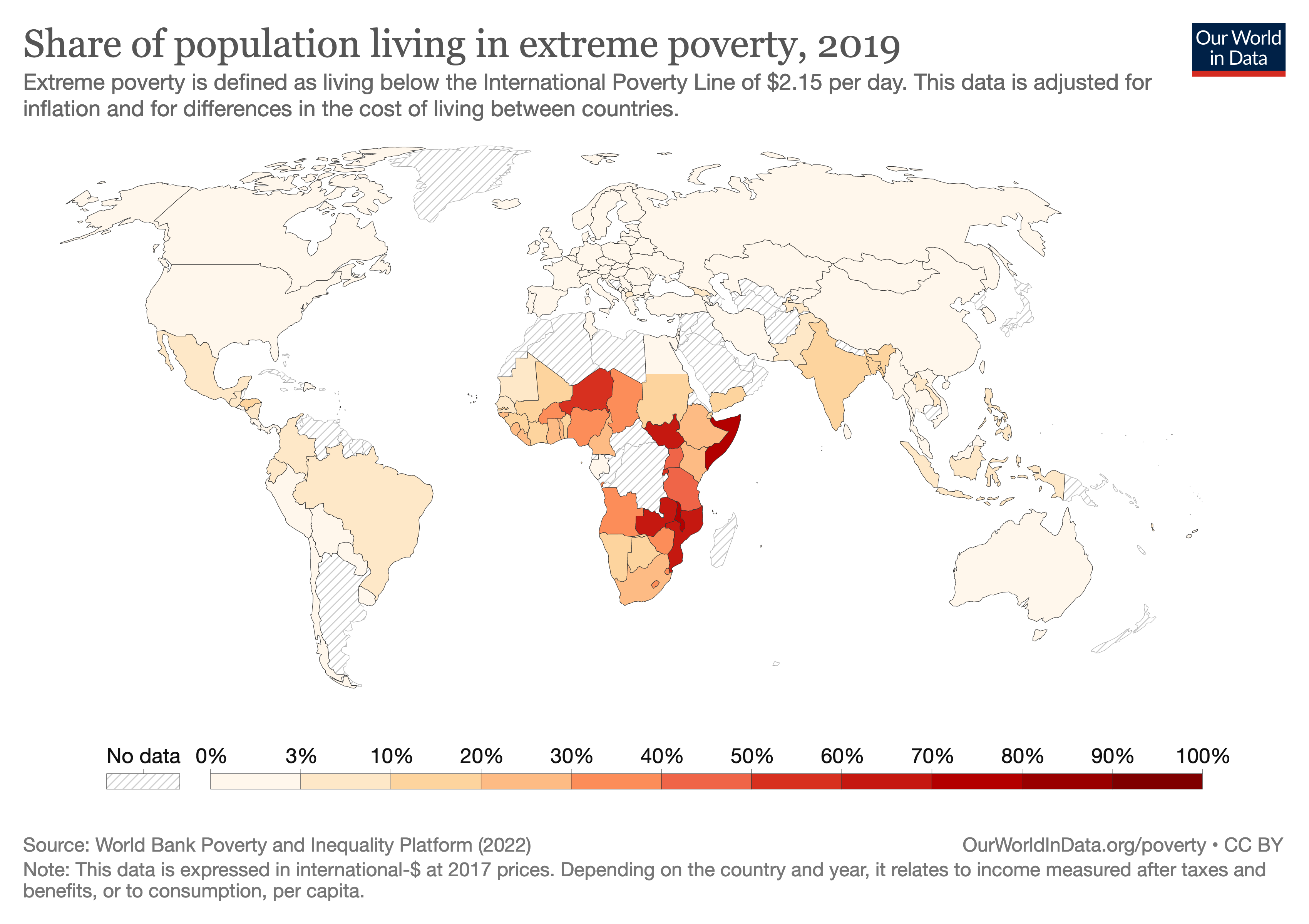
نقشه جهانی درصد افرادی که در فقر شدید زندگی می‌کنند. بانک جهانی فقر شدید را زندگی با کمتر از ۱٫۹۰ دلار در روز تعریف می‌کند.

خط فقرآستانه فقر یا حد فقر، حداقل سطح درآمدی است که در یک کشور خاص، کافی تلقی می‌شود. خط فقر معمولاً با یافتن هزینه کل تمام منابع ضروری، که یک انسان بالغ متوسط، در یک سال مصرف می‌کند محاسبه می‌شود. بزرگ‌ترین این هزینه‌ها معمولاً اجاره بهای مسکن است، به همین دلیل از گذشته، اقتصاددانان توجه خاصی به بازار املاک و مستغلات و قیمت مسکن به عنوان معیاری قوی برای تعیین خط فقر داشته‌اند. عوامل فردی اغلب برای توضیح شرایط مختلف استفاده می‌شود، مانند اینکه آیا کسی سرپرست خانواده، سالخورده، فرزند، متأهل و غیره است. آستانه فقر ممکن است به صورت سالانه تنظیم و تعیین شود. در عمل، مانند تعریف فقر، درک رسمی یا رایج از خط فقر در کشورهای توسعه‌یافته به‌طور قابل توجهی بالاتر از کشورهای در حال توسعه است.
در اکتبر ۲۰۱۵، بانک جهانی خط فقر بین‌المللی (IPL) را که حداقل مطلق جهانی است، ۲٫۱۵ دلار در روز تعیین کرد (بر حسب PPP یا برابری قدرت خرید)، که تا سال ۲۰۲۲ ثابت بوده است. همچنین در سال ۲۰۲۲ خط فقر برای کشورهای با درآمد متوسط به پایین، ۳٫۲۰ دلار در روز بر حسب PPP و ۵٫۵۰ دلار در روز برای کشورهای با درآمد متوسط به بالا بر حسب PPP تعیین شده است. بر اساس برآوردهای سازمان ملل متحد که نشان می‌دهد تقریباً ۷۳۴ میلیون نفر در فقر مطلق باقی مانده‌اند. بر اساس ملاک ۱٫۹۰ دلار در روز، درصد جمعیت جهان که در فقر مطلق زندگی می‌کنند از بیش از ۸۰ درصد در سال ۱۸۰۰ به ۱۰ درصد در سال ۲۰۱۵ کاهش یافته است.
اکثر مردم جهان در فقر زندگی می‌کنند. ۸۵ درصد از مردم جهان با کمتر از ۳۰ دلار در روز زندگی می‌کنند، دو سوم با کمتر از ۱۰ دلار در روز زندگی می‌کنند و هر دهم نفر با کمتر از ۱٫۹۰ دلار در روز زندگی می‌کنند. معمولاً در آمارها تفاوت قیمت بین کشورها برای تنظیم قدرت خرید در هر کشور در نظر گرفته می‌شود. یک مشکل کلیدی در اندازه‌گیری فقر جهانی این است که سطح قیمت‌ها در کشورهای مختلف بسیار متفاوت است. به همین دلیل، صرفاً تبدیل سطح مصرف مردم در کشورهای مختلف با نرخ ارز بازار کافی نیست. علاوه بر این، لازم است تفاوت‌های بین کشوری برای تعیین قدرت خرید نیز لحاظ شود. این کار از طریق تنظیمات برابری قدرت خرید انجام می‌شود.
شواهد بلندمدت موجود نشان می‌دهد که در گذشته، تنها یک گروه نخبه کوچک از شرایط زندگی مناسب برخوردار بودند که امروزه به عنوان «فقر شدید» توصیف نمی‌شود. اما با شروع صنعتی شدن و افزایش بهره‌وری، سهم افرادی که در فقر شدید زندگی می‌کردند شروع به کاهش کرد. بر این اساس، سهم مردم در فقر شدید در طول دو قرن اخیر به‌طور مداوم کاهش یافته است. این موضوع مطمئناً یکی از برجسته‌ترین دستاوردهای بشر است.
ایران درآمد ماهانه حداقل ۱۱ میلیون و ۲۱۴ هزار تومان را به عنوان خط فقر در نظر می‌گیرد. از انقلاب اسلامی درصد جمعیتی که زیر خط فقر قرار دارند در حال افزایش است. تا سال ۲۰۲۴، ۳۱ درصد از جمعیت ایران زیر خط فقر زندگی می‌کنند, و بر اساس برخی منابع، حدود ۴۵ درصد از جمعیت ایران زیر خط فقر زندگی می‌کنند. بیشتر افرادی که در فقر مطلق زندگی می‌کنند، دارای شغل و درآمد هستند، اما درآمدشان برای تأمین هزینه‌های زندگی کافی نیست. نرخ فقر شدید در ایران حدود ۶ درصد با جمعیتی در حدود ۵ میلیون نفر است.

## شاخص فقر
مطالعه فقر نیازمند تعریف شاخص یا معیار برای سنجش فقر است. شاخص فقر می‌تواند صورتهای متفاوتی را ب‍پذیرد که از جملهٔ آن‌ها سه برداشت زیر می‌باشد:
1. مصرف یک سبد خاص از کالا
2. هزینهٔ کل
3. درآمد کل

مورد نخست همان روشی است که به وسیلهٔ جیمز توبین پیشنهاد شده است. توبین به نیازهای بیولوژیکی و ضروریاتی اشاره می‌کند که اگر به‌طور نابرابر بین افراد توزیع شود بعضی را زیر خط فقر قرار خواهد داد. ترسیم خط فقر بر اساس هزینهٔ حداقل یا درآمد حداقل دو برداشت است که از دیر زمان، انتخاب یکی از این دو روش مطرح بوده است.
مطالعاتی که بعد از جنگ جهانی دوم در زمینهٔ فقر در انگلستان صورت گرفته عمدتاً متکی به آمار بودجه خانوار بوده و از روش هزینه استفاده شده است. آبل اسمیت و تاونزند در سال ۱۹۶۵ به عنوان پیش‌گام مطالعات بودجهٔ خانوار از روش فوق برای تعیین فقر استفاده نمودند.
دلایلی وجود دارد که استفاده از درآمد به جای هزینه منجر به نتایج متفاوتی می‌گردد؛ مثلاً امکان دارد که کسانی از نظر سطح درآمد، زیر خط فقر قرار داشته باشند، ولی از طریق قرض نمودن یا فروش بعضی از دارایی‌ها سطح رفاه خود را بالاتر از خط فقر قرار دهند. هم چنان‌که ممکن است گروهی که سطح درآمد خط فقر را دارا می‌باشند، به دلایلی چون عادت اجتماعی، دانش ناقص یا ناقص بودن بازار قادر به تأمین نیازهای خود در سطح مناسب و بالای فقر نباشند.

## خط فقر
کسانی زیر خط فقر در نظر گرفته می‌شوند که قادر به فراهم نمودن نیازهای اساسی خود، خصوصاً اولین نیاز که سلامت جسم و تغذیهٔ مناسب است نباشند.
گام اول در تشخیص فقیر از غیر فقیر معیاری است که بر اساس آن بتوان تعیین نمود چه کسی فقیر است و چه کسی فقیر نیست. این معیار در مطالعات خط فقر نامیده می‌شود. مارتین راوالیون خط فقر را به صورت مخارجی که یک فرد در یک زمان و مکان معین برای دسترسی به یک سطح رفاه مرجع متحمل می‌شود، تعریف می‌کند. افرادی که به آن سطح رفاه دسترسی ندارند، فقیر و کسانی که به این سطح رفاه دسترسی دارند، غیر فقیر تلقی می‌شوند.
«سطح مرجع» یا «حد قابل قبول» در تعریف خط فقر منجر به ایجاد دو مفهوم فقر مطلق و فقر نسبی می‌شود. با توجه به اینکه فقر در مفهوم مطلق یا نسبی آن بررسی می‌شود، خط فقر نیز به دو روش مطلق و نسبی محاسبه می‌شود. انتخاب هر یک از این دو روش حائز اهمیت است، چرا که شاخص‌های فقر مبتنی بر هر یک، حساسیت‌های متفاوتی در مقابل تغییرات اقتصادی-اجتماعی از خود نشان می‌دهند.

### خط فقر خشن
خط فقر خشن یا گرسنگی، پایین‌ترین رده‌های درآمدی یک جامعه را شامل می‌شود، خط فقر خشن هنگامی کاربرد دارد که معیارهای خط فقر نسبی و حتی فقر مطلق پاسخگو نباشد.

### خط فقر مطلق و شدید
عبارت است از مقدار درآمدی که برای تأمین حداقل نیازهای فردی در یک جامعه لازم است و عدم تأمین آن موجب می‌شود فرد مورد بررسی به عنوان فقیر در نظر گرفته شود. افرادی که زیر خط فقر مطلق قرار دارند توانایی تأمین حداقل نیازهای اساسی خود را ندارند و به‌طور مطلق فقیر محسوب می‌شوند.

### خط فقر نسبی
خط فقر نسبی عموماً به صورت در صد معینی از میانه (آمار) توزیع درآمد (یا هزینهٔ) جامعه در نظر گرفته می‌شود و افرادی که درآمد (یا هزینهٔ) آن‌ها پایین‌تر از این آستانه قرار می‌گیرد فقیر محسوب می‌شوند. افرادی که زیر این خط فقر قرار می‌گیرند فقیر مطلق نیستند؛ بلکه در مقایسه با دیگران فقیر محسوب می‌شوند.
برای ارزیابی فقر بهتر است فقر مطلق مبنا قرار بگیرد چراکه فقر نسبی بیشتر با توزیع نابرابر درآمد مرتبط است. طبقه‌بندی‌های متعدد و گوناگون دیگری (مانند دهک‌های پردرآمد یا خط کفاف به‌معنی حد میانی بین اغنیاء و فقرا) نیز در این رابطه وجود دارند.

## خط فقر در ایران
طبق مرکز پژوهش‌های مجلس، ایران درآمد ماهانه حداقل ۱۱ میلیون و ۲۱۴ هزار تومان را به عنوان خط فقر در نظر می‌گیرد. از انقلاب اسلامی و تأسیس جمهوری اسلامی ایران در سال ۱۳۵۷، درصد جمعیتی که زیر خط فقر قرار دارند در حال افزایش است. در اواسط دهه ۸۰، ۱۲ تا ۱۵ درصد از جمعیت زیر خط فقر بودند، در اواسط دهه ۹۰، ۲۰ درصد از جمعیت زیر خط فقر بودند و از سال ۲۰۱۸ بیش از ۳۰ درصد از جمعیت زیر خط فقر قرار گرفته‌اند. 
تا سال ۲۰۲۴، ۳۱ درصد از جمعیت ایران زیر خط فقر زندگی می‌کنند, و بر اساس برخی منابع، حدود ۴۵ درصد از جمعیت ایران زیر خط فقر زندگی می‌کنند. بیشتر افرادی که در فقر مطلق زندگی می‌کنند، دارای شغل و درآمد هستند، اما درآمدشان برای تأمین هزینه‌های زندگی کافی نیست. نرخ فقر شدید در ایران (فقر شدید به این معنی است که درآمد فرد برای تأمین هزینه‌های غذایی کافی نیست) حدود ۶ درصد با جمعیتی در حدود ۵ میلیون نفر است.
بر اساس گزارش مرکز پژوهشی مجلس در سال ۹۷، بین ۲۳ تا ۴۰ درصد از کل جمعیت ایران زیر خط فقر به‌سر می‌برند.
در مهر ماه ۱۳۹۹ بر اساس گزارش‌ها و رویکرد بی‌سابقه سقوط پول ایران بیش از سه چهارم درصد کل جمعیت ایران زیر خط فقر هستند.
بر اساس آمار سال ۲۰۱۸ بانک جهانی ۰٬۵ درصد از مردم ایران (معادل ۴۲۰ هزار نفر) زیر خط فقر مطلق (درآمدی کمتر از ۱٬۹ دلار در روز) قرار دارند.

## شرط سازگاری
مسئلهٔ مهم دیگری که در مورد روش تعیین خط فقر مهم است مسئلهٔ سازگاری است. راوالیون و بیدانی (۱۹۹۴) معتقدند اگر دو خانواده با سطح زندگی یکسان، اما محل زندگی متفاوت را در نظر بگیریم، روشی که یکی از این خانوارها را فقیر می‌داند و دیگری را غیر فقیر، روش ناسازگار است.
شرط سازگاری نیازمند این است که «خط فقر» واقعی در همه جا ثابت باشند. خط فقر واقعی نیز خط فقر اسمی است که بر اساس هزینهٔ زندگی در مناطق مختلف تعدیل شده است؛ یعنی تفاوت خطوط فقر منطقه‌ای (برای افراد با نیازهای یکسان) باید تنها مربوط به تفاوت هزینهٔ زندگی در مناطق مختلف باشد. به‌علاوه دید مطلق به اندازه‌گیری فقر منجر به این می‌شود که خط فقر واقعی در طول زمان نیز ثابت باشد و تنها برای تغییرات ایجاد شده در قیمتها تعدیل شود؛ بنابراین سطح زندگی که خط فقر مطلق بر اساس آن تهیه شده است حداقل در کوتاه مدت تغییر نمی‌کند و تغییرات آن در بلند مدت کند است.